# Sveta Rozalija
Sveta Rozalija, sicilijanska svetnica, * 1130, Palermo, † 4. september 1166, Monte Pellegrino.
Bila je puščavnica, ki je najbrž pripadala Bazilijanskemu redu. Živela je v 12. stoletju, v neki votlini na Monte pellegrinu v bližini glavnega siciljanskega mesta Palermo. V neki votlini je umrla hči nekega grofa in bila tam tudi pokopana. Drugih podrobnosti iz njenega življenja ne poznamo. Njeno življenjsko zgodbo krasijo številne legende.

## Zavetnica kuge
15. julija 1624 so našli njene posmrtne ostanke na Monte Pellegrinu. Ko so jih prenesli v Palermo, je nenadoma prenehala huda epidemija kuge. Od tega dne, 15. julija, ki so ga potem določili za Rozalijin god. Puščavnica velja za zavetnico proti kugi, tudi zunaj Sicilije. Votlina v kateri so bile njene relikvije, je postala romarska pot. Tudi Rozalijin grob obiskuje veliko število vernikov in je obdana za neštetimi votivnimi slikami.

## Njena smrt
Rozalijin drugi spominski dan je 4. september. Na ta dan naj bi po nekem izročilu umrla. Njeno čaščenje je bilo zelo razširjeno v Italiji, predvsem na Siciliji, najbolj v  17. in 18. stoletju. Številni romarji so prihajali Monte Pellegrino, čaščenje so v veliki meri širili jezuiti.

## Upodobitve
Rozalija je upodobljena kot puščavnica z razpuščenimi lasmi, oblečena v rjavo oblačilo. Na glavi nosi venec iz belih vrtnic, v rokah pa ima pogosto križ in mrtvaško glavo.